# Villarrica (wulkan)
Villarrica – czynny wulkan w Chile. Należy do najaktywniejszych wulkanów tego kraju.

## Opis
Jest to duży stratowulkan, typowo pokryty przez lodowce. Leży najdalej na zachód z trzech stratowulkanów leżących prostopadle do głównego pasma Andów (pozostałe dwa to Copahue i Llaima). Wulkan ma długą historię aktywności; w późnym plejstocenie erupcja utworzyła kalderę szeroką na 6 kilometrów, w obrębie której około 3500 lat temu utworzyła się młodsza kaldera o średnicy 2 km. Znajduje się ona u stóp współcześnie aktywnego stożka utworzonego z law bazaltowych i bazaltowo-andezytowych, w północno-zachodniej części plejstoceńskiej kaldery. W holocenie miały miejsce erupcje pliniańskie i spływy piroklastyczne sięgające 20 km od wulkanu; potoki lawy sięgnęły na 18 km od stożka. Obecność lodowca na szczycie sprawia, że występują lahary.
Najnowsza erupcja tego wulkanu rozpoczęła się w marcu 2015 roku, była poprzedzona wstrząsami sejsmicznymi.